# George E. Stone
George E. Stone (nascido Gerschon Lichtenstein), (18 de maio de 1903 - 26 de maio de 1967) foi um ator americano nascido na Polônia que atuava em filmes, rádio e televisão.

## Vida e carreira
Stone nasceu Gerschon Lichtenstein em Łódź, Congresso da Polônia, em uma família judaica. Ele partiu do porto de Hamburgo, na Alemanha, como passageiro da terceira classe a bordo do S/S President Grant, que chegou ao porto de Nova York em 29 de maio de 1913; em Ellis Island, ele passou na inspeção federal de imigrantes com suas duas irmãs e um irmão. 

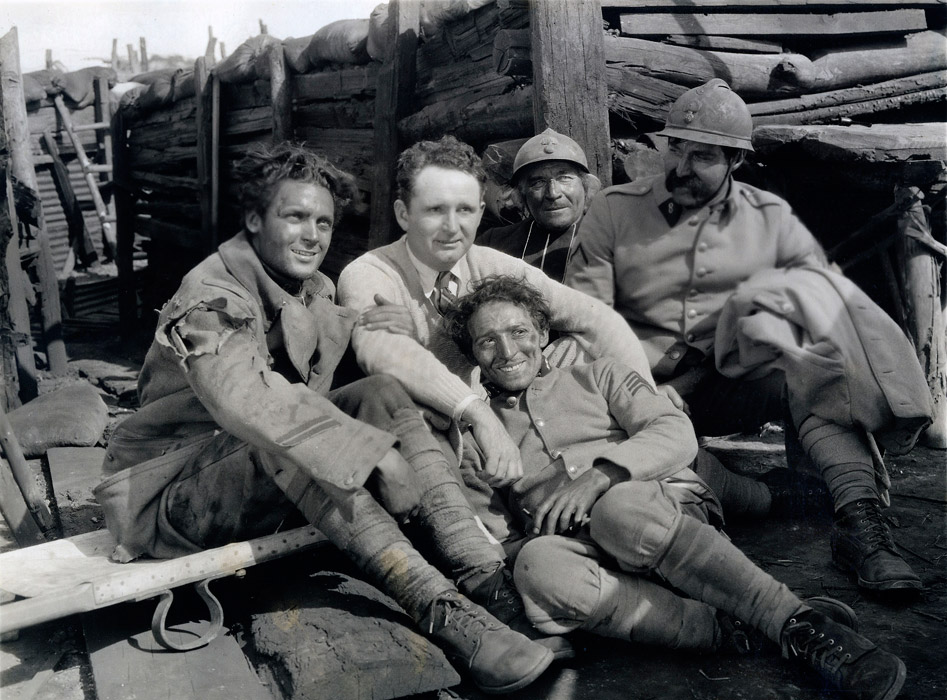
Diretor Frank Borzage (centro) no cenário do campo de batalha de 7th Heaven com membros do elenco (da esquerda) Charles Farrell, George E. Stone (reclinado), Émile Chautard e David Butler (1927)

Como ator, Stone atraiu a atenção pela primeira vez como "Georgie Stone" no filme mudo de 1927 7th Heaven, onde interpretou o bandido de rua local The Sewer Rat; o público se lembrava de sua constituição esguia e rosto muito expressivo. Ele fez uma transição bem-sucedida para o cinema falado na Warner Bros. Tenderloin, falando em um tenor agradável e ligeiramente nasal. Stone foi então classificado em papéis de rua, muitas vezes interpretando um mafioso ou assistente de um chefe de gangue, notavelmente como o braço direito de Rico Bandello, Otero, no clássico gangster Little Caesar (1931). Ele adotou um bigode elegante para esses papéis na tela. Uma de suas aparições mais famosas foi no clássico musical 42nd Street (1933), no qual o wiseguy Stone avalia uma corista promíscua: "Ela só disse 'não' uma vez e depois não ouviu a pergunta!" Seu único filme estrelado (como George E. Stone) foi a comédia gangster da Universal Pictures The Big Brain (1933).

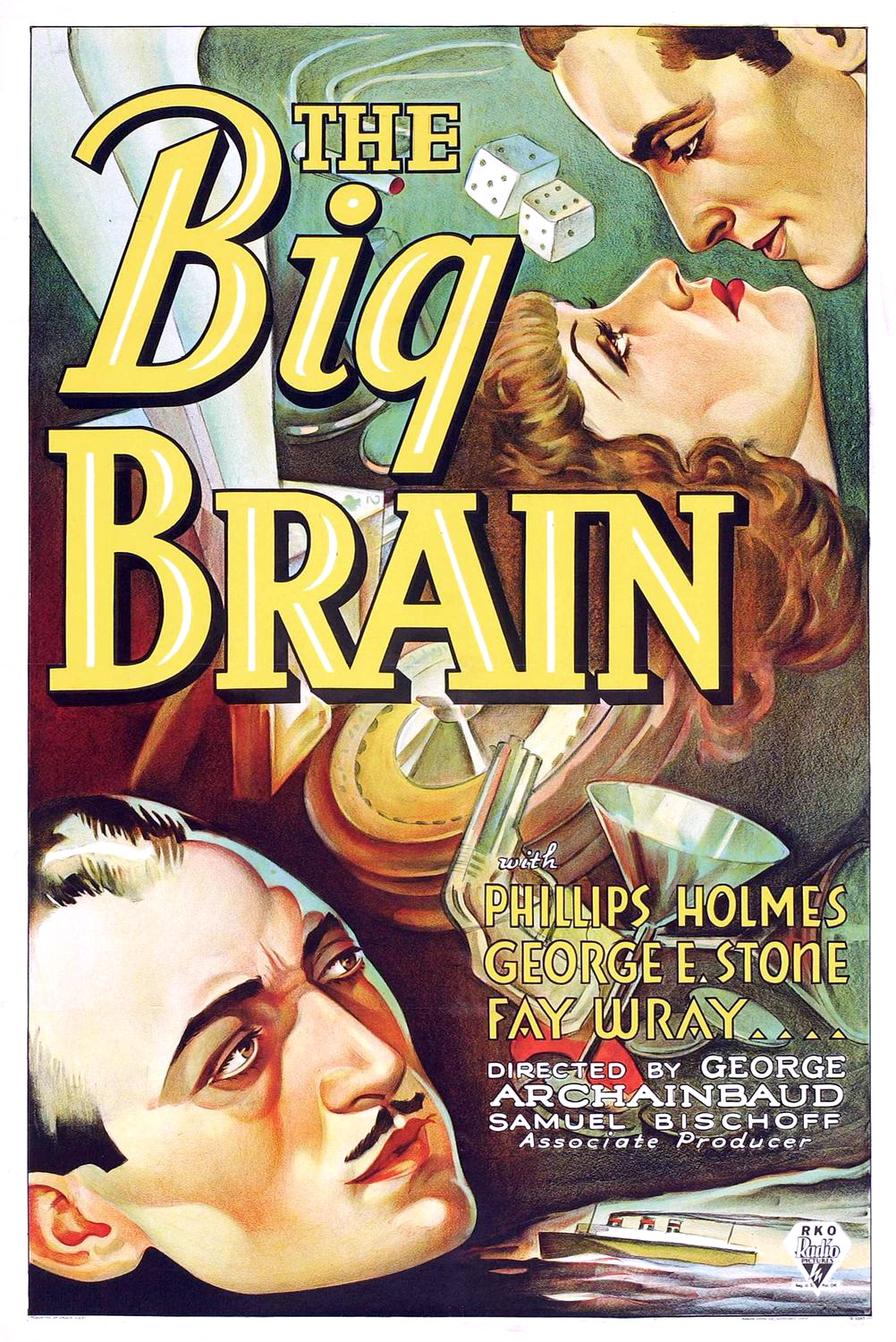
Cartaz de The Big Brain (1933), estrelado por Stone (canto inferior esquerdo)

Em 1939, o produtor de comédia Hal Roach contratou Stone para seu filme The Housekeeper's Daughter. Foi um papel difícil: Stone teve que interpretar um assassino com retardo mental de uma maneira doce e simpática. Stone ficou barbeado, enfatizando uma aparência infantil e inocente, e desempenhou o papel com tanta sensibilidade que Roach costumava escalá-lo para outros filmes. Em 1942, Stone parodiou Hirohito na comédia de guerra de Roach, The Devil with Hitler. Stone repetiu sua caracterização japonesa, desta vez dramaticamente, no filme de 1942 Little Tokyo, USA; ele interpretou o agente japonês Kingoro.
O papel mais conhecido de George E. Stone foi "The Runt", companheiro leal do aventureiro ex-criminoso Boston Blackie na série de comédia de ação da Columbia Pictures. Stone deveria atuar com Chester Morris no primeiro filme da série, Meet Boston Blackie, mas foi afastado por um vírus. O ator Charles Wagenheim o substituiu, e Stone se juntou à série na segunda entrada, Confessions of Boston Blackie. As atuações de Stone nos Blackies foram bem recebidas e ele entusiasticamente interpretou cenas para rir, fazendo dialetos, disfarçando-se com roupas de mulher, posando como uma criança ou reagindo com espanto ou frustração com as reviravoltas de cada história. A doença atingiu Stone novamente em 1948, forçando-o a desistir do último filme do Boston Blackie, Boston Blackie's Chinese Venture (lançado em 1949); ele foi substituído por Sid Tomack.
Mesmo em seus menores papéis, Stone impressionava. No longa-metragem Midnight Manhunt, com tema de jornal de 1945, ele interpreta uma vítima de assassinato que não diz uma palavra, mas morre eloquentemente. Outro pequeno papel tem Stone contribuindo para o perene favorito do feriado Miracle on 34th Street - mas não no filme. Ele aparece no trailer das próximas atrações, como um roteirista abertamente cínico confrontado por um produtor de cinema autoritário.
Stone fez participações especiais em filmes e televisão durante a década de 1950 como o show de ação e aventura Adventures of Superman, como líder da máfia "Big George". Quando se tratava de caras durões, Stone podia ser tão convincente quanto os homens maiores e mais musculosos. No longa-metragem O Homem do Braço de Ouro, Stone é o mafioso vingativo que foi enganado nas cartas e ataca Arnold Stang, amigo do traficante Frank Sinatra, em uma briga brutal.
A visão de Stone se deteriorou no final dos anos 1950, limitando-o a papéis secundários ou a papéis pouco exigentes. Ele interpretou o nervoso informante "Toothpick Charlie" na comédia de sucesso de Billy Wilder, Some Like It Hot, e tornou-se regular na TV na popular série Perry Mason, aparecendo em 44 episódios no papel secundário do escrivão do tribunal e dois episódios adicionais em outros papéis.
Um dos amigos mais próximos de Stone era o repórter-humorista Damon Runyon. Stone freqüentemente aparecia em adaptações cinematográficas da obra de Runyon. No último filme de Stone, Pocketful of Miracles (1961), dirigido por Frank Capra, ele interpretou o papel não creditado de um mendigo cego.

## Doença e morte
Ao longo de sua carreira, Stone foi afastado por doença. Em 1936, ele teve pneumonia e perdeu um papel no cinema. No início dos anos 1950 começou a perder a visão a ponto de quase total escuridão em ambos os olhos. Ele disse ao The Daily Mirror em novembro de 1958: “Para mim, isso significava o fim de tudo que eu considerava garantido”. Em 1958, ele foi submetido a uma cirurgia para salvar a visão. Sua visão estava tão limitada quando ele interpretou o escriturário do condado em Perry Mason que teve que ser conduzido pelo set por seus colegas de elenco.
Depois de sofrer um derrame em 1966 que o deixou acamado e incapaz de falar, Stone passou a maior parte de seu último ano de vida no Motion Picture Country Home até sua morte em 26 de maio de 1967. Esta sepultado no Cemitério Mount Sinai Memorial Park . 

## Reconhecimento
Por suas contribuições ao cinema, Stone recebeu uma estrela na Calçada da Fama de Hollywood em 8 de fevereiro de 1960. A estrela está localizada em 6932 Hollywood Boulevard.

## Filmografia selecionada
| Ano  | Filme                          | Personagem                                      |  |
| ---- | ------------------------------ | ----------------------------------------------- |  |
| 1927 | 7th Heaven                     | Sewer Rat                                       |  |
| 1927 | Brass Knuckles                 | Velvet Smith                                    |  |
| 1928 | The Racket                     | Joe Scarsi                                      |  |
| 1928 | State Street Sadie             | Slinky                                          |  |
| 1930 | Under a Texas Moon             | Pedro                                           |  |
| 1931 | Little Caesar                  | Otero                                           |  |
| 1931 | Cimarron                       | Sol Levy                                        |  |
| 1931 | The Front Page                 | Earl Williams                                   |  |
| 1931 | Five Star Final                | Ziggie Feinstein                                |  |
| 1932 | Taxi!                          | Skeets                                          |  |
| 1932 | The Phantom of Crestwood       | The Cat                                         |  |
| 1933 | 42nd Street                    | Andy Lee                                        |  |
| 1934 | Viva Villa!                    | Emilio Chavito                                  |  |
| 1934 | Return of the Terror           | Soapy McCoy                                     |  |
| 1936 | Freshman Love                  | E. Prendergast Biddle                           |  |
| 1936 | Bullets or Ballots             | Wires Kagel                                     |  |
| 1936 | Rhythm on the Range            | Shorty                                          |  |
| 1936 | Anthony Adverse                | Sancho                                          |  |
| 1937 | Back in Circulation            | Mac                                             |  |
| 1938 | You and Me                     | Patsy                                           |  |
| 1939 | You Can't Get Away with Murder | Toad                                            |  |
| 1939 | The Housekeeper's Daughter     | Benny                                           |  |
| 1940 | North West Mounted Police      | Johnny Pelang                                   |  |
| 1945 | Doll Face                      | Stage Manager                                   |  |
| 1946 | Sentimental Journey            | Toy Hawker (não creditado)                      |  |
| 1947 | Daisy Kenyon                   | Waiter (não creditado)                          |  |
| 1953 | Pickup on South Street         | Willie - Policial (não creditado)               |  |
| 1953 | The Robe                       | Gracchus (não creditado)                        |  |
| 1954 | Broken Lance                   | Paymaster (não creditado)                       |  |
| 1954 | Woman's World                  | Convidado da Recepção Executiva (não creditado) |  |
| 1954 | 3 Ring Circus                  | Pai do garotinho (não creditado)                |  |
| 1955 | New York Confidential          | Agente de Darlene (não creditado)               |  |
| 1955 | Guys and Dolls                 | Society Max                                     |  |
| 1955 | The Man With the Golden Arm    | Sam Markette                                    |  |
| 1956 | The Conqueror                  | Sibilant Sam (não creditado)                    |  |
| 1958 | Some Came Running              | Slim                                            |  |
| 1959 | Some Like it Hot               | "Toothpick" Charlie                             |  |
| 1960 | Bells Are Ringing              | Blind Bookie (não creditado)                    |  |
| 1961 | Pocketful of Miracles          | Shimkey (não creditado)                         |  |